# Secretly, Greatly
Secretly, Greatly (tên gốc tiếng Hàn: 은밀하게 위대하게) là một phim điện ảnh Hàn Quốc dựa trên bộ truyện tranh mạng nổi tiếng cùng tên của tác giả Hun (tên thật: Choi Jong-hun), công chiếu lần đầu vào ngày 5 tháng 6 năm 2013 tại Hàn Quốc. Bộ phim có sự tham gia diễn xuất của ba gương mặt diễn viên triển vọng của Hàn Quốc là Kim Soo-hyun, Park Ki-woong và Lee Hyun-woo.

## Cốt truyện
Thiếu tá quân đội nhân dân Triều Tiên Won Ryu-hwan, 24 tuổi, tài năng, mạnh mẽ, nhận được nhiệm vụ ẩn thân thành một tên ngốc mang tên Bang Dong-gu nằm vùng tại một khu dân cư nghèo tại Seoul, Hàn Quốc. Tại đây, anh sống cuộc sống phức tạp: một mặt tiếp tục cải trang thành tên ngốc, một mặt tiếp tục quan sát và chờ lệnh từ cấp trên. Trong thời gian hoạt động, anh luôn âm thầm bảo vệ, giúp đỡ những người dân vô tội nơi đây.
Tình cờ, một đồng đội cũ của Ryu-hwan tên Lee Hae-rang cũng nhận được nhiệm vụ nằm vùng tương tự với anh nhưng dưới thân phận ca sĩ nhạc rock tên Kim Min-su đang cố gắng thi vào một công ty giải trí. Một đồng chí cùng khu vực với Ryu-hwan ẩn thân là một nhân viên giao hàng cho cửa tiệm anh làm việc do uẩn khúc đã bị thay thế bởi một bộ đội viên Triều Tiên khác từng có quan hệ sâu sắc với Ryu-hwan có ẩn thân là học sinh trung học 17 tuổi tên Lee Hae-jin.
Khi cả ba người mới hội họp được ít lâu, cấp trên đột nhiên hạ lệnh tự sát khó hiểu gửi tới tất cả điệp viên tại Hàn Quốc. Đại tá Kim Tae-won dẫn theo nhiều đặc vụ đến Hàn Quốc để truy sát những điệp viên từ chối tự sát. Ryu-hwan nói lời tạm biệt với mọi người trong khu dân cư rồi rời đi cùng với Hae-rang. Cả hai đến một tòa nhà bỏ hoang, tại đây Seo Sang-gu tiết lộ ông ta chính là giáo sư khoa chính trị ở Triều Tiên, và cho một nhóm côn đồ tấn công cả hai. Sang-gu còn nói rằng người thân của các điệp viên đều đã bị chính phủ Triều Tiên xử tử, điều này có nghĩa là mẹ của Ryu-hwan đã chết. Một lát sau, Tae-won đến nơi, lực lượng cảnh sát Hàn Quốc cũng đến. Cuộc giao chiến tiếp tục diễn ra trên sân thượng. Hae-jin cải trang thành cảnh sát để đến giúp đỡ Ryu-hwan và Hae-rang. Cuối cùng Ryu-hwan, Hae-rang và Hae-jin đều bỏ mạng. Ở khu dân cư, bà chủ tiệm tạp hóa hàng ngày vẫn chờ đợi chàng ngốc Dong-gu trở về, nhưng bà không biết rằng anh không còn trở về được nữa.

## Diễn viên

### Diễn viên chính
- Kim Soo-hyun vai Won Ryu-hwan (Nguyễn Lưu Hoán) / Bang Dong-gu (Phương Đông Cửu)
- Park Ki-woong vai Lee Hae-rang (Lý Hải Lãng) / Kim Min-su (Kim Mẫn Tú)
- Lee Hyun-woo vai Lee Hae-jin (Lý Hải Chân)

### Diễn viên phụ
- Son Hyeon-ju vai Đại tá Kim Tae-won (Kim Thái Nguyên)
- Park Hye-suk vai Jeon Su-im (Kim Thuận Lâm)
- Kim Seong-gyun vai Seo Su-hyeok (Từ Tú Hách)
- Go Chang-seok vai Seo Sang-gu (Từ Thượng Cửu)
- Jang Gwang vai Go Yeong-gam (Cao Anh Cam)
- Park Eun-bin vai Yun Yu-ran (Duẫn Liễu Loan)
- Choi Woo-sik vai Yun Yu-jun (Duẫn Liễu Tuấn)
- Lee Chae-yeong vai Ran / Heo Cheom-na (Hứa Thiêm Na)
- Hong Gyeong-in vai Jo Du-seok (Tào Đẩu Tích)

## Thành tích phòng vé
Với số vé trong ngày đạt mức 498.282 vé trong thời gian trình chiếu, bộ phim ghi kỷ lục phim có lượng vé bán chạy nhất trong ngày mọi thời đại tại Hàn Quốc, vượt qua bộ phim "The Host" đạt được năm 2006. Chỉ trong 36 giờ đồng hồ, lượng xem đã đạt mức 1.011.025, trở thành bộ phim có tốc độ tăng trưởng lượng xem nhanh nhất trong lịch sử điện ảnh Hàn Quốc. Trong ngày thứ 2 trình chiếu (trùng với ngày lễ tại Hàn Quốc), lượng xem đạt 919.035 lượt và nhanh chóng đạt 2 triệu lượt xem chỉ trong 72 giờ. Vào ngày thứ 5, 3 triệu lượt xem được xác nhận và thiết lập một kỷ lục mới. Bộ phim đạt 3.491.294 lượt xem trong tuần đầu, chiến thắng kỷ lục của "Transformers: Dark of the Moon" trong năm 2011.
Vào ngày thứ 8, 4 triệu lượt xem được xác nhận. Và tới ngày thứ 12, bộ phim chạm mốc 5 triệu lượt xem. Vào ngày 19, bộ phim chính thức cùng với "Miracle in Cell No. 7", "Iron Man 3" và "The Berlin File" trở thành 4 bộ phim có lượng xem lớn nhất năm 2013 tại Hàn Quốc.